# Gaviota traidora
«Gaviota traidora» es una canción mexicana ranchera compuesta por el músico mexicano Margarito Estrada. Es uno de los grandes éxitos de la cantante mexicana Flor Silvestre, quien la grabó en 1964 con el Mariachi México de Pepe Villa.
En 1967, además de la versión de mariachi, Flor Silvestre grabó una nueva versión con banda para la película El ojo de vidrio. En 1989, la grabó de nuevo, pero en estudio para su álbum 15 éxitos con banda, vol. 1.